# Hugo Alfvén
Hugo Alfvén est un compositeur, chef d'orchestre, violoniste et peintre suédois, né à Stockholm le 1er mai 1872 et mort à Falun le 8 mai 1960. Il est surtout connu pour ses symphonies et ses Rhapsodies suédoises, dont la première, Midsommarvaka (Nuit de la Saint-Jean), est célèbre.

## Biographie
Il étudie le violon et la composition au Conservatoire de Stockholm de 1887 à 1891. Il poursuit ensuite des études en privé de violon avec Lars Zetterquist et de composition avec Johan Lindegren. De 1890 à 1892, il est violoniste à l'orchestre de l'Opéra royal de Suède. De 1896 à 1899, il  étudie le violon à Bruxelles avec César Thomson. Sa consécration vient après sa seconde symphonie, dont la première a lieu en 1899. Grâce à cette symphonie, il obtient des bourses pour étudier en Europe, en particulier la direction d'orchestre à Dresde avec Kutzschbach. À partir de 1904, il dirige différents chœurs. En 1908, il entre à l'Académie royale de Musique et à partir de 1910, à l'Université d'Uppsala, dont il devient directeur de la musique. Il mène parallèlement une carrière de chef d'orchestre dans toute l'Europe. En 1911, il crée le festival de musique d'Uppsala et travaille pour le chœur Orphei Drängar.
Son œuvre comporte plus d'une centaine de pièces dont cinq symphonies, trois rhapsodies suédoises, plusieurs chants et pièces pour piano et de nombreuses pièces pour chœurs et orchestre ou a cappella.

### Vie privée
Hugo Alfvén a été l'époux de l'artiste peintre danoise Marie Krøyer, après qu'elle eut divorcé du peintre Peder Severin Krøyer. Cette union se soldera également par un divorce. 

## Œuvres

### Symphonies
- Symphonie no 1 en fa mineur, op. 7 (Rudén 24) (1896-97, création le 9 février 1897 à Stockholm)
- Symphonie no 2 en ré majeur, op. 11 (Rudén 28) (1898-99, création le 2 mai 1899 à Stockholm)
- Symphonie no 3 en mi majeur, op. 23 (Rudén 54) (1905-06, création le 3 décembre 1906 à Göteborg)
- Symphonie no 4 en do mineur, op. 39(Rudén 93) avec soprano et ténor (1918-19, création le 4 novembre 1919 à Stockholm)
- Symphonie no 5 en la mineur, op. 55 (Rudén 209) (1942-52, première exécution intégrale le 30 avril 1952 à Stockholm ; Alfven a ensuite retiré cette œuvre à l'exception du premier mouvement)

### Musique symphonique
- En skärgårdssägen (Une légende de l'archipel), poème symphonique, op 20, 1904 (Rudén 49)
- Festspel (Fête), op 25 1907 (Rudén 59)
- Drapa (à la mémoire d'Oscar II), op 27, 1908 (Rudén 62)
- Bröllopsmarsch (Marche nuptiale) 1909 (Rudén 66)
- Fest-ouverture, op 26 (grand orchestre militaire), 1909 (Rudén 67)
- Élégie, Vid Emil Sjögrens bår, op. 38, 1918 (Rudén 92)
- Suite du ballet pantomime Bergakungen, op 37, 1923
- Hjalmar Brantings sorgmarsch (Marche funèbre de Hjalmar Branting), op. 42 (orchestre à vent), 1924 (Rudén 105)
- Festmarsch till Stockholmsutställningens öppnande (Marche de fête pour l'ouverture de l'exposition de Stockholm), op 41, 1930 (Rudén 141)
- Synnöve Solbakken, suite tirée de la musique de film, op 50, 1934 (Rudén 134)
- Fyra låtar från Leksand (Quatre chansons de Leksand), 1934
- Orkestersvit "Gustav II Adolf", (Suite orchestrale "Gustav II Adolf"), 1938
- Fest-ouverture, op 52, 1944 (Rudén 201)
- En bygdesaga, svit ur musiken till filmen ”Mans kvinna” (Une saga rurale, suite de la musique du film "La femme de l'homme"), op 53, 1944 (Rudén 202a)
- Svit ur baletten Den förlorade sonen (Suite du ballet Le Fils perdu), 1957

### Rhapsodies suédoises
- Midsommarvaka, op. 19, 1903 (Rudén 45)
- Uppsalarapsodi, akademisk festuvertyr, op. 24, 1907 (Rudén 58)
- Dalarapsodi, op. 48, 1931 (Rudén 120)

### Musique de films
- 1932 : Svarta rosor de Gustaf Molander
- 1934 : Synnöve Solbakken, (Rudén 134)
- 1944 : Mans kvinna, (Rudén 202)
- 1949 : Singoalla de Christian-Jaque (Rudén 204)

### Musique de chambre
- Romans (flûte et piano), 1885 (Rudén 9)
- Barcarol (violon et piano), 1888 (Rudén 11)
- Souvenir de Säter (violon et piano), 1888 (Rudén 12)
- Souvenir de Visby (flûte et piano), 1890
- Romans, op. 3 (violon et piano), 1895 (Rudén 21)
- Sonat op. 1 (violon et piano), 1896 (?) (Rudén 23)
- Elegi op. 5 (cor ou violoncelle et orgel), 1897 (Rudén 25)
- Serenad (violon et piano), 1902 (?) (Rudén 42)
- Serenad på mammas födelsedag (flûte, clarinette, violon et piano), 1902 (Rudén 43)
- Andante religioso (de Uppenbarelsekantat, op 80) (célesta, harpe, quatuor à cordes), 1913 (Rudén 80)
- Marsch, 2 violons (?), c:a 1950 (Rudén 206)
- Potpurri över svenska folkvisor et låtar, 3 instruments, 1950 (Rudén 207)
- Roslagspolketta (violon et piano), 1956 (Rudén 213)

### Piano
- Tidiga pianostycken, 1884–85 (Rudén 1-8)
- Fyra mazurkor, années 1890 (Rudén 13)
- Fem mazurkor, années 1890 (Rudén 14)
- Festmarsch, années 1890 (Rudén 15)
- Triumfmarsch op 10, 1893 (Rudén 19)
- Minne från Åsen, Dalarne, 1893 (Rudén 20)
- Drömmeri (Rêverie), 1898 (?) (Rudén 26)
- Menuett op 2, 1901 (Rudén 37)
- Sorg (Air mélancolique) op 14, 1901 (Rudén 38)
- Skärgårdsbilder op 17, 1901–02 (Rudén 44)
- Nocturne, 1911 (Rudén 75)
- Margita dansar, 1919 (?) (Rudén 94)

### Cantates et autres œuvres pour chœur et orchestre
- Vid sekelskiftet (Nyårskantaten) (Au tournant du siècle (Cantate du Nouvel An)), op 12, pour chœur, solo et orchestre (Texte : Erik Axel Karlfeldt), 1899 (Rudén 32)
- Klockarna (Les cloches), op 13, pour baryton solo et orchestre, 1901
- Herrens bön (Le Notre Père), op 15, pour solo, chœur mixte et orchestre (Texte : Erik Johan Stagnelius), 1901 (Rudén 39)
- Unge herr Sten Sture, op 30, chœur d'hommes avec baryton solo et orchestre, 1912, (Rudén 76)
- Uppenbarelsekantat, (Cantate de l'Apocalypse), op 31, pour orgue, chœur, solo, cordes, etc. (Textes de la Bible compilés par Nathan Söderblom), 1913 (Rudén 80)
- Cantate au vernissage de l'exposition Baltic à Malmö, op 33, pour solo, chœur et orchestre (Texte : Nils Flensburg), 1914 (Rudén 83)
- Kantat till Uppsala läns Kungl. hushållningssällskaps 100-årsjubileum, op 35, pour chœur mixte et orchestre (Texte : Knut Hamilton), 1915 (Rudén 86)
- Kantat vid Reformationsfesten i Uppsala (Cantate à la fête de la Réforme à Uppsala), op 36, pour solo, chœur mixte et cordes (Texte : Erik Axel Karlfeldt et extrait du livre de psaumes de 1695 compilé par Nathan Söderblom), 1917 (Rudén 90)
- Kantat vid Världspostunionens halvsekeljubileum (Cantate pour l'anniversaire du demi-siècle de l'Union postale mondiale), op 41, pour solo, chœur mixte et orchestre (Texte : Albert Henning), 1924 (Rudén 103)
- Kantat vid Uppsala universitets 450-årsjubileum 'Cantate pour le 450e anniversaire de l'Université d'Uppsala), op 45, pour solo, chœur et orchestre (Texte : Gunnar Mascoll Silfverstolpe), 1927 (Rudén 111)
- Kantat vid Svenska Röda korsets högtidssammankomst 2 maj 1930 (Cantate au rassemblement solennel de la Croix-Rouge suédoise 2 mai 1930), op 46, pour solo, chœur mixte et orchestre (Texte : Albert Henning), 1930 (Rudén 115)
- Kantat vid Sveriges riksdags 500-årsminnesfest, (Cantate pour la fête du 500e anniversaire du Parlement suédois), op 51, pour solo, chœur mixte et orchestre (Texte : Sten Selander), 1935 (Rudén 137)